# 오랑 아슬리

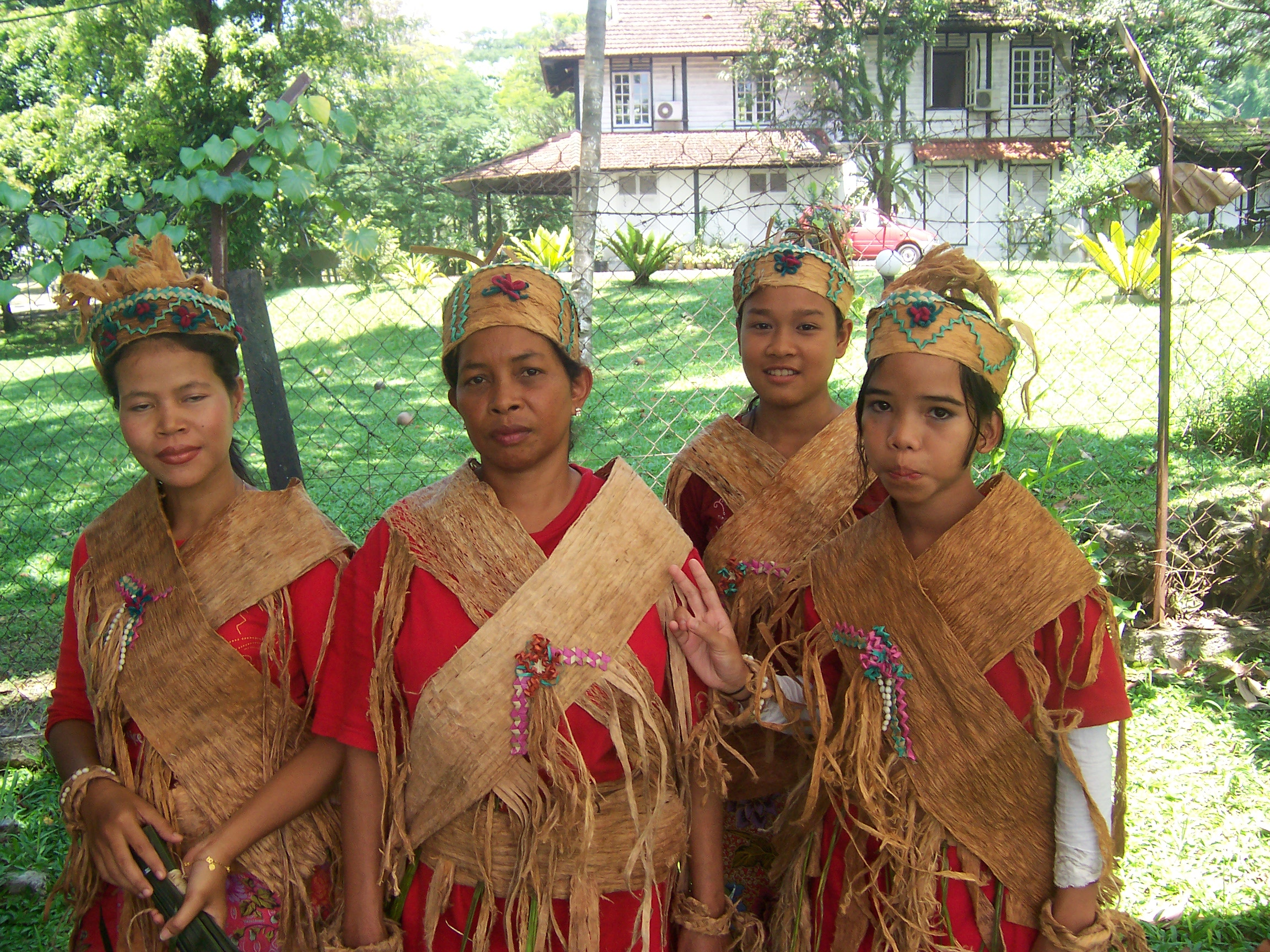

오랑 아슬리(Orang Asli)는 말레이반도의 원주민 부족의 총칭이다. 주로 내륙의 산지나 우림 정글 지대에 산발적으로 분포하고 있다. 인구는 약 20만 명으로 말레이시아 인구의 0.7%를 차지하며, 말레이시아에서는 법적으로 말레이족처럼 부미푸트라 혜택을 누리고 있다. 하나의 민족이 아니며, 대부분 오스트로아시아어족 아슬리어파의 언어를 사용하나 오스트로네시아어족을 사용하는 경우도 있는 등 다양한 부족으로 구성된다. 최근에는 고유 언어가 아닌 말레이시아어를 사용하는 경우가 급증하고 있다.

## 분류
말레이 반도의 95개 오랑 아살(원주민) 집단 중 하나로 여겨지는 오랑 아슬리는 영국 식민시대부터 형질, 언어, 문화, 지리 등을 고려하여 다음과 같이 세 그룹으로 세분되어 있다. 다만 과학적으로 엄밀한 구분은 아니며 모호한 점이 있다.
- 네그리토(세망) : 반도 북부에 살며 수렵채집민 생활을 함. 키가 작고 피부가 어두우며 곱슬머리.
- 세노이(사카이) : 반도 중부에 살며 화전 농업을 하여 거주지를 계속해서 바꿈. 곱슬머리이며 네그리토보다 큰 키.
- 원시 말레이족 : 반도 남부에 살며 정착 농업 생활을 함. 어두운 피부, 중간 신장, 곧은 머리.

고고학적으로 세망족(네그리토)들은 선사시대 호아빈인의 후예로서 1만 6천년~8천년 이전에 말레이 반도에 들어온 초기의 원주민족일 것으로 추정된다. 세노이족 역시 호아빈인들의 후예이나 기원전 2천년 경에 말레이 반도에 들어온 남부 몽골로이드와 혼혈된 것으로 보인다. 이 두 집단은 오스트로아시아어족(아슬리어파) 언어를 쓴다. 원시 말레이족은 기원전 2,000~1,500년 경에 중국 남부로부터 건너온 오스트로네시아어족 관련 집단으로, 본래 말레이인의 일부로 여겨졌으나 영국 정부가 원시적인 생활상이 세망족, 세노이족과 유사하다는 이유로 오랑 아슬리로 재분류하였다.

### 부족
세부적으로 다음과 같은 부족이 있다.
- 세망: Kensiu, Kintaq, Lanoh, Jahai, Mendriq, Batek, Mintil
- 세노이: Temiar, Semai, Semaq Beri, Jah Hut, Mah Meri, Cheq Wong
- 원시 말레이족: Jakun, Tamuan, Semelai, Temoq, Orang Kuala, Orang Kanaq, Orang Seletar

## 같이 보기
- 오랑 아살
- 부미푸트라